# Fujiwara no Shunzei
Fujiwara no Shunzei (藤原俊成 noto anche come Fujiwara no Toshinari o Shakua (釈阿) e, in gioventù, come Akihiro (顕広); Kyoto, 1114 – 22 dicembre 1204) è stato un poeta e monaco buddista giapponese del tardo periodo Heian.
È noto per le sue innovazioni nella forma poetica waka e per la compilazione del Senzai Wakashū ("Raccolta di mille anni"), la settima antologia imperiale di poesia waka.

## Biografia
Fujiwara no Shunzei nacque nel 1114. Era un discendente dello statista Fujiwara no Michinaga e figlio di Fujiwara no Toshitada del ramo Mikohidari dell'influente clan aristocratico e poetico Fujiwara. Suo padre morì quando lui aveva dieci anni e fu adottato da Hamuro Akiyori del clan Himuro. Come figlio adottivo di Akiyori, prese il nome di Akihiro (顕広), ma nel 1167, a 53 anni, tornò nella casa in cui era nato e prese il nome Toshinari.
Nel 1183 fu incaricato di compilare la Senzai Wakashū (" Raccolta di mille anni "), la settima antologia imperiale di poesia waka, dall'imperatore in pensione Go-Shirakawa, che nonostante il basso rango a corte di Shunzei (era "ciambellano dell'imperatrice vedova"), lo ammirava. La fiducia di Go-Shirakawa in Shunzei è significativa, poiché le antologie imperiali erano punti di riferimento nei circoli poetici della corte, seconde a nessun altro evento per importanza; i poeti erano disposti a rischiare la vita solo per avere la possibilità di includere una loro poesia.
Nell'Heike monogatari si racconta che Shunzei stava compilando il Senzai Wakashū durante la guerra Genpei e che Taira no Tadanori (1144–1184), che era dalla parte opposta (quella che non deteneva la capitale dove viveva Shunzei), si azzardò in territorio nemico alla residenza di Shunzei, chiedendogli di includere una sua poesia. Tadanori è quindi riuscito a fuggire con successo senza essere arrestato. Shunzei alla fine decise di includere la poesia di Tadanori, ma l'attribuì ad "Anonimo".

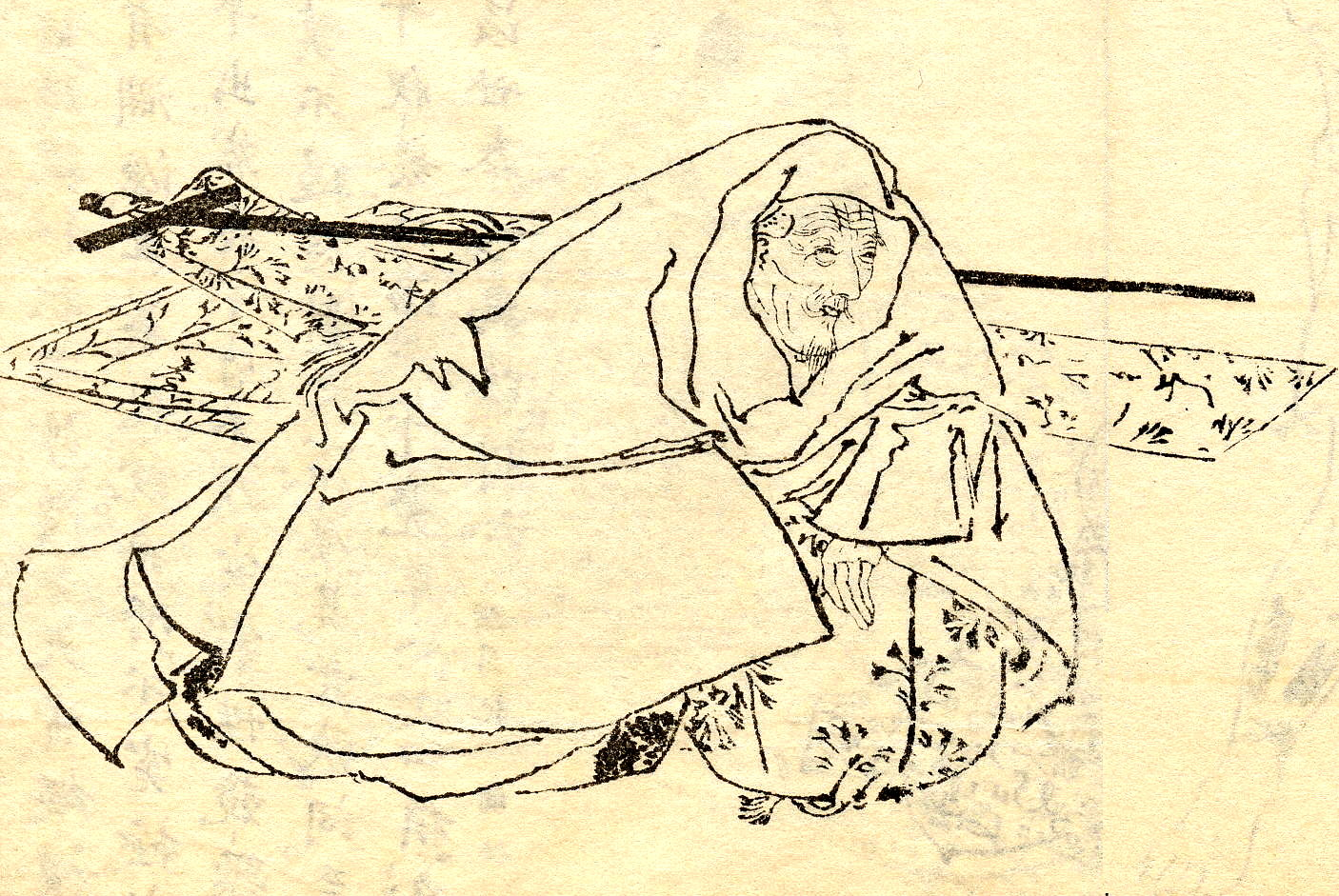
Shunzei dipinto da Kikuchi Yōsai

Shunzei si dimise dall'incarico di cortigiano e prese i voti buddisti nel 1176 quando aveva 62 anni. Adottò il nome Dharma di Shakuagaku (釈阿覚) o Shakua (釈阿). Morì il 22 dicembre 1204, all'età di 90 anni.

## Opera poetica
Poiché il padre e il nonno di Shunzei e un certo numero di altri parenti erano tutti uomini di letteratura e poesia, iniziò a scrivere e comporre poesie in giovane età. Tendeva a seguire uno stile poetico più antico come quello visto nel Man'yōshū, ma attinse anche alla poesia cinese della dinastia Tang recentemente importata e tradotta.
Dal punto di vista della critica letteraria, è stato in particolare uno dei primi sostenitori del Genji Monogatari e, dopo i suoi 30 e 40 anni, era particolarmente noto per le sue critiche e per i suoi giudizi in vari raduni e concorsi di poesia, dove prediligeva le poesie che mostravano il suo stile poetico preferito di yugen (uno dei dieci stili di poesia ortodossi incentrato sulla trasmissione di emozioni romantiche, con caratteristiche sfumature di nostalgia e rimpianto). Il suo stile è stato talvolta riassunto come "vecchia dizione, nuovo trattamento". Ha scritto che le poesie "dovrebbero in qualche modo ... produrre un effetto sia di fascino che di mistero e profondità. Se è una buona poesia, possiederà un tipo di atmosfera distinta dalle sue parole e dalla loro configurazione e tuttavia le accompagnerà".
La maggior parte della sua filosofia critica della poesia è nota dalla sua unica grande opera di critica, scritta un decennio (nel 1197, e rivista nel 1201) dopo che gli fu chiesto dall'imperatore di compilare l'antologia, Fūteishō (" Note sulla poesia Lo stile attraverso i secoli ").
Una delle sue poesie è inclusa nell'antologia Ogura Hyakunin Isshu.
Suo figlio, Fujiwara no Teika, gli sarebbe succeduto come poeta e avrebbe raggiunto un grado più alto di cortigiano rispetto a suo padre. Una delle sue nipoti, Fujiwara no Toshinari no Musume, eccelleva anche come poetessa, tra di loro sarebbe nata anche una rivalità artistica.